# 왕보손
왕보손(王保孫, ?~?)은 백제의 역박사이다. 관등은 고덕이며, 554년에 일본으로 파견되어 백제의 문문들을 일본에 전하는 역할을 맡았다.